# 라이브위키
라이브위키(영어: LiveWiki)는 유튜브 영상을 요약해주는 웹 기반 서비스이다.
사용자는 긴 영상을 모두 시청하지 않고도 핵심 내용을 빠르게 파악할 수 있다. 특히 시사, 재테크, 해외 인터뷰 등 정보 밀도가 높은 콘텐츠를 요약하는 데 최적화되어 있으며, 간결하고 다양한 형태의 요약을 제공하는 것이 특징이다.

## 역사
라이브위키는 처음 2023년 12월 Corely라는 이름으로 정식 출시되었으며, 이후 서비스 방향성과 정체성을 명확히 하기 위해 2024년 7월, LiveWiki로 리브랜딩되었다. 이후 사용자 경험 향상을 위해 요약 방식의 다양화, 요약 속도 개선, 브라우저 확장 프로그램 제공, 다국어 지원 확대 등 지속적인 업데이트가 이루어지고 있다.

## 특징
라이브위키는 다양한 플랫폼에서 접근성과 사용 편의성을 높이고 있다. 현재 크롬과 웨일 브라우저를 공식 지원하며, 웹사이트와 브라우저 확장 프로그램을 통해 쉽게 이용할 수 있다.
- PC 웹사이트: 데스크탑 환경에서 전체 요약 결과를 직관적으로 확인할 수 있고,  넓은 화면을 활용해 탐색과 정리 기능을 보다 효율적으로 사용할 수 있다.
- 모바일 웹사이트: 모바일에서도 PC와 동일하게 요약 기능을 이용할 수 있으며, 터치 기반의 UI에 맞춰 설계되어 이동 중이나 간단한 검색 상황에서도 편리하게 사용할 수 있다.
- 크롬/웨일 확장 프로그램: 유튜브 내에서 직접 요약 결과를 바로 확인할 수 있고, 사이트 이동 없이 간편하게 사용할 수 있는 게 장점이다.

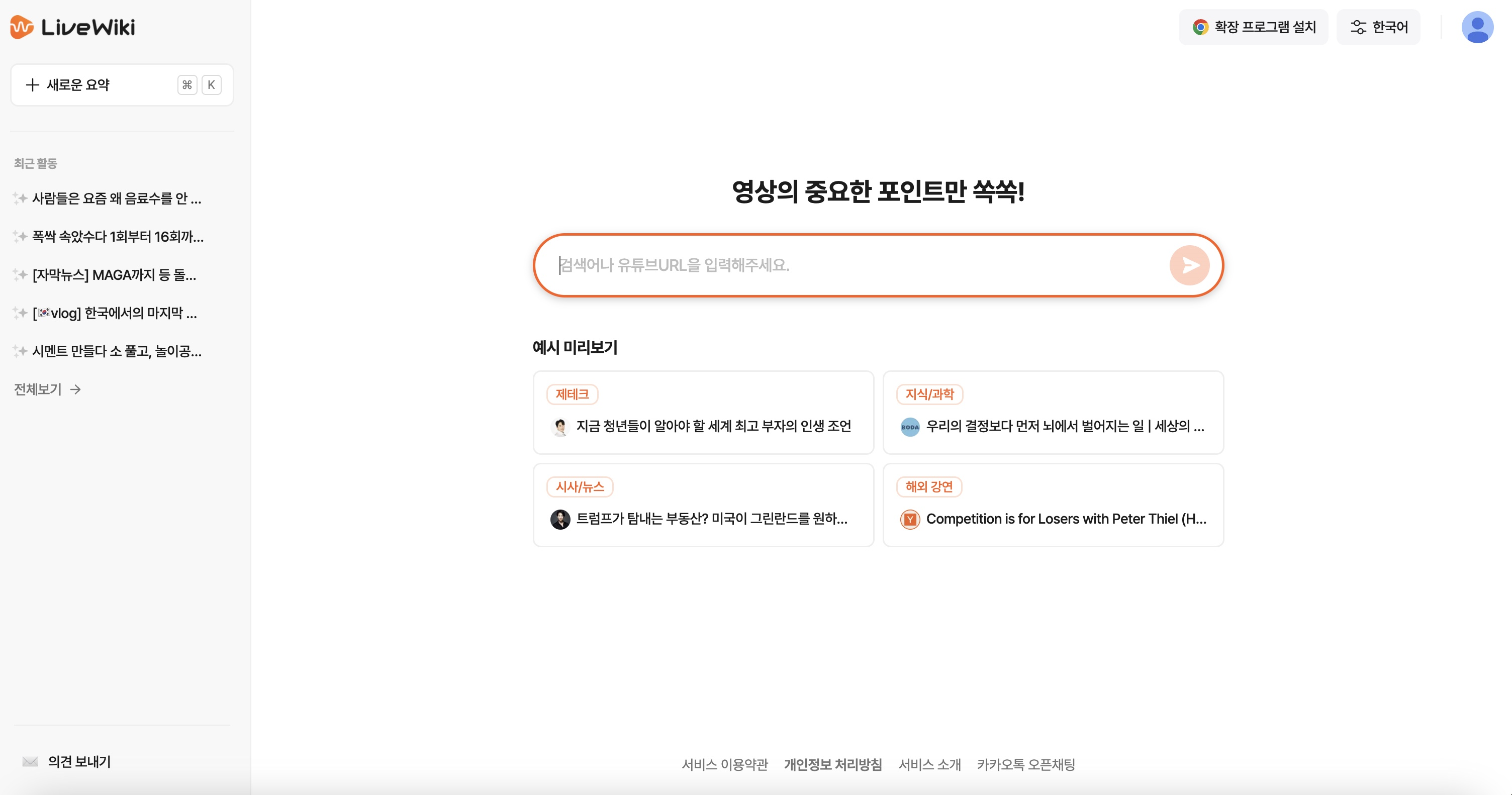

## 주요 기능
- 유튜브 영상 요약: 영상 시청 전, 핵심만 빠르게 파악할 수 있는 ‘핵심요약’, 영상의 흐름에 따라 중요 구간을 시간대별로 정리한 ‘타임라인’, 내용을 주제별로 재구성한 글 형태의 요약인 ‘아티클’, 그리고 영상의 전체 원문을 그대로 제공하는 ‘스크립트’ 기능을 제공한다.
- 컬렉션 기능: 요약 결과를 저장하고 모아볼 수 있는 기능으로, 주제별로 콘텐츠를 정리하거나 개인 라이브러리를 구축할 수 있다.
- 다국어 요약: 한국어뿐 아니라 영어, 일본어, 중국어 등 다양한 언어의 영상도 요약이 가능하며, 높은 수준의 요약 퀄리티를 제공한다.
- 아카이빙 기능 (출시 예정): ‘나만의 인터넷 도서관’이라는 비전을 기반으로, 영상 및 콘텐츠를 저장하고 탐색할 수 있는 아카이빙 및 자료 탐색 기능이 준비되고 있다.

## 요금제
라이브위키는 현재 모든 기능을 무료로 제공하고 있다. 다만, 향후 일부 기능에 대해 유료 서비스 도입이 예정되어 있으며, 이에 대한 구체적인 계획은 추후 공개될 예정이다.